# Prisekani tetraeder
| Prisekani tetraeder                   | Prisekani tetraeder                |
| ------------------------------------- | ---------------------------------- |
| (animacija)                           |                                    |
| vrsta                                 | arhimedsko telo uniformni polieder |
| elementi                              | F = 8, E = 18, V = 12 (χ = 2)      |
| stranske ploskve na stran             | 4{3} + 4{6}                        |
| Conwayjev zapis                       | tC                                 |
| Schläflijevi simboli                  | t{3,3} = h2{4,3}                   |
| Schläflijevi simboli                  | t0,1{3,3}                          |
| Wythoffov simbol                      | 2 3 \| 3                           |
| Coxeter-Dinkinov diagram              | =                                  |
| simetrija                             | Td, [3,3], (*332), red 24          |
| vrtilna grupa                         | T, [3,3]+, (332), red 12           |
| diedrski kot                          | 3-6: 109º 28′ 16″ 6-6: 70º 31′ 44″ |
| sklici                                | U04, C02, W67                      |
| značilnosti                           | konveksen polpravilen              |
| obarvane stranske ploskve             | 3.6.6 (slika oglišč)               |
| triakisni tetraeder (dualni polieder) | mreža telesa                       |

Prisekani tetraeder je v geometriji konveksni polieder. Je arhimedsko telo, eno od trinajstih konveksnih izogonalnih neprizmatičnih teles skonstruirano z dvema ali več vrstami pravilnih mnogokotniških stranskih ploskev.
Ima osem pravilnih stranskih ploskev, od tega štiri enakostraničnotrikotniške in štiri šestkotniške, ter 18 robov in 12 oglišč.

## Kartezične koordinate
Kartezične koordinate 12 oglišč prisekanega tetraedra s središčem v izhodišču z dolžino roba enako √8 so permutacije vrednosti (±1,±1,±3) s sodim številom negativnih predznakov. 
- (+3,+1,+1), (+1,+3,+1), (+1,+1,+3)
- (−3,−1,+1), (−1,−3,+1), (−1,−1,+3)
- (−3,+1,−1), (−1,+3,−1), (−1,+1,−3)
- (+3,−1,−1), (+1,−3,−1), (+1,−1,−3).

Drugi enostaven primer konstrukcije obstaja v štirirazsežnem prostoru kot prisekana 16 celica z oglišči, ki so permutacije:
(0,0,1,2)
|  | Množica permutacij oglišč (±1,±1,±3) z lihim številom negativnih predznakov tvori komplementarni prisekani tetraeder in v kombinaciji tvori uniformni sestavljeni polieder. |

## Površina in prostornina
Površina P in prostornina V prisekanega tetraedra z dolžino roba a sta:
{\displaystyle P=7{\sqrt {3}}a^{2}\approx 12,12435565a^{2}\!\,,}
{\displaystyle V={\frac {23}{12}}{\sqrt {2}}a^{3}\approx 2,710575995a^{3}\!\,.}

## Pravokotne projekcije
Prisekani tetraeder ima pet posebnih pravokotnih projekcij usrediščenih na dve oglišči, dve vrsti robov in poljubno stransko ploskev (enakostranični trikotniki ali šestkotniki).
| usrediščeno na        | oglišče | rob 3-6 | rob 6-6 | stransko ploskev – enakostranični trikotnik / šestkotnik |
| --------------------- | ------- | ------- | ------- | -------------------------------------------------------- |
| slika                 |         |         |         |                                                          |
| projektivna simetrija | [1]     | [1]     | [3]     | [4]                                                      |
| triakisni tetraeder   |         |         |         |                                                          |

## Sorodni poliedri in tlakovanja
| {3,3} | t0,1{3,3} | t1{3,3} | t1,2{3,3} | t2{3,3} | t0,2{3,3} | t0,1,2{3,3} | s{3,3} |
| ----- | --------- | ------- | --------- | ------- | --------- | ----------- | ------ |
|       |           |         |           |         |           |             |        |
|       |           |         |           |         |           |             |        |

| Sferna/Ravninska simetrija | *232 [2,3] D3h | *332 [3,3] Td | *432 [4,3] Oh | *532 [5,3] Ih | *632 [6,3] P6m | *732 [7,3] | *832 [8,3] | *∞32 [∞,3] |
| Red simetrije              | 12             | 24            | 48            | 120           | ∞              | ∞          | ∞          | ∞          |
| Coxeter Schläfli           | t0,1{2,3}      | t0,1{3,3}     | t0,1{4,3}     | t0,1{5,3}     | t0,1{6,3}      | t0,1{7,3}  | t0,1{8,3}  | t0,1{∞,3}  |
| -------------------------- | -------------- | ------------- | ------------- | ------------- | -------------- | ---------- | ---------- | ---------- |
| Prisekane oblike           | 3.4.4          | 3.6.6         | 3.8.8         | 3.10.10       | 3.12.12        | 3.14.14    | 3.16.16    | 3.∞.∞      |
| Triakisne oblike           | V3.4.4         | V3.6.6        | V3.8.8        | V3.10.10      | V3.12.12       | V3.14.14   |            |            |